# Kenth Olsson (friidrottare)
Kenth Gunnar Olsson, född 14 augusti 1945 i Lund, död 5 augusti 2025 i Klippan, Skåne län, var en svensk friidrottare, specialiserad på 110 meter häck, och sedermera tränare och förbundskapten.

## Biografi
Olsson tävlade för IFK Helsingborg under sin aktiva karriär och vann bland annat ett SM-guld på 110 meter häck 1976. Han deltog även på korta häcken på EM i Helsingfors 1971 där han blev utslagen i försöken.
Efter sin aktiva karriär fortsatte han som tränare i klubben, bland annat för Johan Wissman. Han var förbundskapten för Sveriges herrlandslag 1995–2000.

## Familj
Olsson var gift med Gun Olsson och tillsammans fick de dottern Karin Olsson Westergren.

### Fotnoter
1. ↑  Zaza, Amanda; Karlsson, Mattias (6 augusti 2025). ”Friidrottsprofilen Kenth Olsson är död”. Sportbladet. Aftonbladet. https://www.aftonbladet.se/sportbladet/a/KMwyBX/kande-friidrottstranaren-kenth-olsson-ar-dod-vid-79-ars-alder. Läst 6 augusti 2025.
2. ↑  https://www.ratsit.se/19450814-Kenth_Gunnar_Olsson_Klippan/7OGSlUz7V0cXFJQgTxYi49pLtPy6ooj6Ds3JefKIHKk
3. ↑  Wiger 2006, s. 95.
4. ↑  ”Svenskar på EM”. friidrott.se. Arkiverad från originalet den 26 april 2022. https://web.archive.org/web/20220426123020/https://arkiv.friidrott.se/historik/internationellt/em.aspx. Läst 27 april 2022.
5. 1 2  ”Olympiska Olssons är tillbaka!”. hbgidrottsmuseum.se. http://www.hbgidrottsmuseum.se/visiter/160812059.fia. Läst 27 april 2022.
6. 1 2  ”Karin Olsson Westergren: ”Friidrott är en ganska konservativ sport””. hd.se. https://www.hd.se/2021-07-15/karin-olsson-westergren-friidrott-ar-en-ganska-konservativ-sport. Läst 27 april 2022.
7. ↑  Steinvall, Anders (28 oktober 1995). ”Trio tar tag i landslagen”. Dagens Nyheter. https://www.dn.se/arkiv/sport/trio-tar-tag-i-landslagen/. Läst 6 augusti 2025.